# اتحاد ملی دهقانان
اتحاد ملی دهقانان (به سوئدی: Jordbrukarnas Riksförbund) حزبی سیاسی در سوئد بود. حزب در سال ۱۹۱۵ تأسیس شد. رئیس حزب جوهانس نیلسون بود. حزب Vårt land och folk را منتشر می‌کرد. سازمان جوانان حزب Svenska landsbygdens ungdomsorganisation بود.
در انتخابات مجلس ۱۹۱۷ حزب ۳ کرسی دریافت کرد.